# 中国人民政治协商会议全国委员会人口资源环境委员会办公室
中国人民政治协商会议全国委员会人口资源环境委员会办公室（简称全国政协人口资源环境委员会办公室），又称中国人民政治协商会议全国委员会办公厅三局（简称全国政协办公厅三局），是中国人民政治协商会议全国委员会人口资源环境委员会的办事机构，也是中国人民政治协商会议全国委员会机关的工作部门之一，隶属中国人民政治协商会议全国委员会办公厅。

## 沿革
1994年机构改革后，全国政协办公厅下设11个行政局级机构：秘书局、专门委员会综合一局（提案）、二局（经济、科技）、三局（教科文、医卫体）、四局（法制、妇青、民族、宗教）、台港澳侨联络局、外事局、研究室、人事局、机关事务管理局、离退休干部局，以及机关党委。
1995年，全国政协办公厅调整内设机构，原专门委员会办事机构调整为8个：提案委员会办公室（一局）、经济委员会办公室（二局）、科教文卫体委员会办公室（三局）、妇青与法制委员会办公室（1996年改名为社会和法制委员会办公室，四局）、民族和宗教委员会办公室（五局）、文史和学习委员会办公室（中国文史出版社）、台港澳侨委员会办公室（六局）、外事委员会办公室（外事局）。1999年，根据中编办字〔1999〕94号文件，增设人口资源环境委员会办公室。
2002年机构改革后，全国政协办公厅下设1个副部级机构：研究室（内设3个副局级机构：理论局、信息局、新闻局）；15个行政局级机构：秘书局、提案委员会办公室（一局）、经济委员会办公室（二局）、人口资源环境委员会办公室（三局）、教科文卫体委员会办公室（四局）、社会和法制委员会办公室（五局）、民族和宗教委员会办公室（六局）、港澳台侨委员会办公室（七局）、外事委员会办公室（全国政协办公厅外事局，八局）、文史资料委员会办公室（九局，与中国文史出版社合并，一个机构两块牌子）、联络局（挂信访局牌子）、人事局、机关事务管理局、老干部局、机关党委。各专门委员会办公室既是各专门委员会的办事机构，也是全国政协办公厅机关的内设机构，同时受专门委员会和办公厅的领导。

## 机构设置
- 人口处（综合处）
- 资源处[3]
- 环境处[4]

## 历任领导
| 主任 …… - 党德信（？—？） - 白煜章（？—？） - 郭丽琴（？—） 巡视员 …… - 郝学胜（？—？） - 李红梅（？—？） - 卫宏（？—？） | 副主任 …… - 白煜章（？—？） - 卫宏（？—？） - 程宝荣（？—？） - 逄春华（？—？） 副巡视员 …… - 罗致明（？—？） - 石秀燕（？—？） |